# Колодно (Польща)
Колодно (пол. Kołodno) — село в Польщі, у гміні Ґрудек Білостоцького повіту Підляського воєводства.
Населення — 84 особи (2011).
У 1975-1998 роках село належало до Білостоцького воєводства.

## Демографія
Демографічна структура станом на 31 березня 2011 року:
|          | Загалом | Допрацездатний вік | Працездатний вік | Постпрацездатний вік |
| -------- | ------- | ------------------ | ---------------- | -------------------- |
| Чоловіки | 39      | 6                  | 23               | 10                   |
| Жінки    | 45      | 9                  | 18               | 18                   |
| Разом    | 84      | 15                 | 41               | 28                   |